# Jamasita Jószuke
Jamasita Jószuke (Yōsuke Yamashita) (Tokió, 1942. február 26. –) japán dzsesszzongorista, zeneszerző, hangszerelő, író. Európában az 1970-es években a japán free jazz legismertebb képviselője volt. Egyre finomabb saját, önálló zenét fejlesztett ki, amelyet kezdetben gyakran értetlenség fogadott, és „kamikaze dzsessznek” nevezték. Ezzel szemben Walter Norris zongorista így nyilatkozott: „Ő sokkal több, mint egy kiváló szakember, ugyanolyan ereje van kifejezni magát, mint ahogy azt egykor Charlie Parkertől hallottuk... Yamashita a jelent tükrözi zenéjében.”

## Pályakép
Yamashita 1959-ben, 17 évesen lett hivatásos zongorista. A Kunitacsi Zeneművészeti Főiskolára járt. 1962-67 között klasszikus zenét, és zeneszerzést tanult. Az 1960-as évek elején a Ginparis nevű dzsesszklubban játszott Terumasa Hino és Masabumi Kikuchi társaságában minden este.
Jamasita első lemezfelvétele 1963-ban volt, amivel az avantgarde- és a free dzsessz úttörője lett.
1965-ben tagja volt Masahiko Togasi free jazz kvartettjének, de az három hónap után felvétel nélkül feloszlott. 1966 augusztusában megalapította saját trióját Satoshi Shigami basszusgitárossal és Shigenori Honjo dobossal; körülbelül tíz hónappal később felváltotta őket Motoharu Yoshizawa és Yoshisaburo Toyozumi. Aztán a szaxofonos Seiichi Nakamura is belépett az együttesbe. A kvartett 1967-ben a Inflatable Sex Doll of the Wastelands című film vette föl. Az év vége felé Yamashita megbetegedett mellhártyagyulladásban, és majd egy évig nem volt  aktív.
1969-ben megalakította a Jamasita Jószuke Triót. 1974-ben a trió részt vett a sikeres európai turnén, amely elősegítette, hogy a trió teljesen elkötelezett legyen free jazz túlterjedésének Japánban.
A trió 1983-ban felbomlott.
Az 1980-as években Yamashita létrehozta a New York Triót Cecil McBee basszusgitárossal és Pheeroan akLaff dobossal. 1994-ben meghívást kapott a     
Verve Records 50 éves jubileumi koncertjére, a Carnegie Hallba.
Jamasita vezetett egy big bandet is, amely a swinget a free jazz-szel kombinálta. A Senzoku Gakuen College of Music, Nagoya University of Arts, és a Kunitacsi Zeneművészeti Főiskola vendégprofesszora volt, amellett improvizációs és zenei munkákat publikált.
Jamasita 1973-ban egy égő zongorával lépett fel, amikor Kiyoshi Awazu japán grafikus arra kérte, hogy legyen téma az égő zongora című kisfilmjében. Harmincöt évvel később tűzoltó egyenruhába öltözve Yamashita megismételte az előadást egy tengerparton, miközben improvizált az égő zongorán.
Jamasita 2010 óta a Kunitacsi Zeneművészeti Főiskola vendégprofesszoraként dolgozik.

## Lemezválogatás
- Mina's Second Theme (1969)
- Mokujiki (1970)
- April Fool/Coming Muhammad Ali (1971)
- Clay (1974)
- Breathtake (1975)
- Banslikana (1976)
- Chiasma (1976)
- Inner Space (1977)
- It Don't Mean a Thing (1984)
- Sakura (1990)
- Kurdish Dance (1993)
- Dazzling Days (1993)
- Ways of Time (1995)
- Spider (1996)
- Fragments 1999 (1999)
- Resonant Memories (2000)
- Plays Gershwin (2003)
- Delightful Contrast (2011)
- Grandioso (2013)

## Díjak
- Fumio Nanri-díj (1990)
- Becsületrend (2003)
- Oribe prize (2005)
- Cross of the Civil Order of Alfonso X the Wise (2011)
- A felkelő nap rendje (2012)